# Neogale frenata
La donnola dalla lunga coda (Neogale frenata (H. Lichtenstein, 1831)) è il mustelide più largamente diffuso del Nuovo Mondo. Il suo areale si estende dal Canada meridionale, attraverso la maggior parte degli Stati Uniti, fino al Messico, all'America Centrale e alla parte settentrionale del Sudamerica. Vive generalmente in habitat aperti o semi-aperti nei pressi dell'acqua.
Questa è una donnola tipica, con un lungo corpo snello, zampe corte e una folta coda che è lunga quasi quanto il resto dell'animale. I maschi adulti misurano da 33 a 45 cm (compresa la loro coda) e possono pesare fino a 450 g; le femmine sono generalmente più piccole del 15%. Sono di colore bruno-rossiccio, con i peli del ventre bianco-giallastri, ma nelle parti settentrionali del loro areale in inverno diventano bianco candido. La punta della coda è nera in tutte le stagioni.
Come la maggior parte delle donnole, le donnole dalla lunga coda si nutrono soprattutto di roditori, aiutate dal fatto che i loro corpi snelli le consentono di inseguire le prede fin dentro le loro tane. Sono attive per lo più di notte, ma vengono talvolta avvistate anche di giorno. Sono prettamente solitarie e i loro territori non si sovrappongono con quelli di altri membri della specie dello stesso sesso (sebbene il territorio di un maschio possa comprendere i territori di alcune femmine). I loro piccoli nascono vulnerabili, ma dopo 56 giorni sono in grado di catturare le prede da soli.
Sono molto brave ad arrampicarsi sugli alberi e sono anche buone nuotatrici.